# Micha Josef Bin Gorion
Micha Josef Bin Gorion (7. srpna 1865 Medžybiž – 18. listopadu 1921 Berlín), rodným příjmením Berdyczewski, přepisováno též jako Berdichevsky, byl židovský filosof, spisovatel a esejista.

## Život a dílo

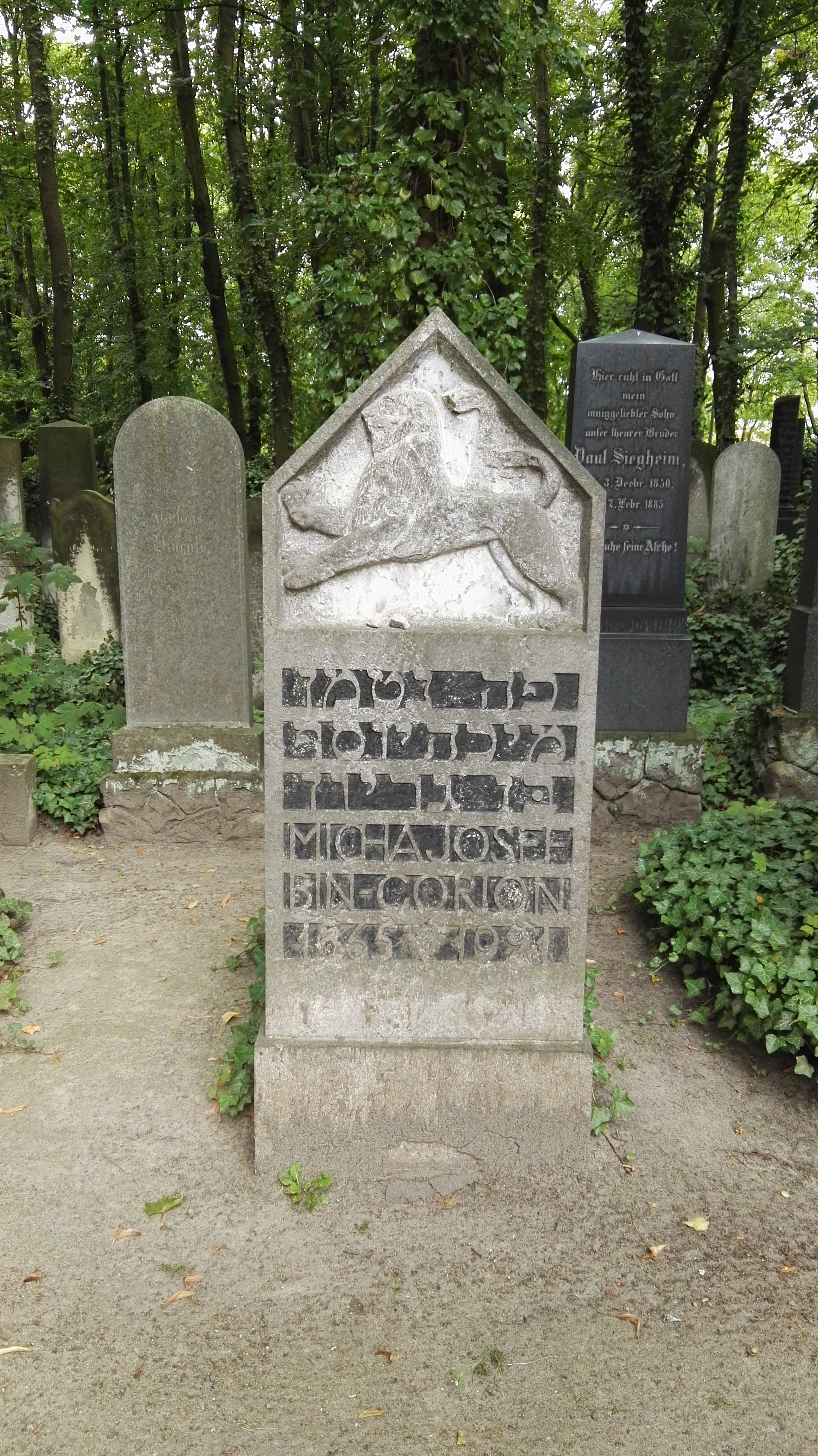
Hrob Michy Josefa Bin Goriona na židovském hřbitově v Berlíně

Vyrůstal v podolském městečku Dubova, kde jeho otec působil v místní chasidské komunitě jako rabín. Svá talmudická studia absolvoval v běloruském Voložinu, kde se seznámil se základy haskaly. Náboženské vzdělání jej však příliš neuspokojovalo, zato ho stále víc lákala touha po sekulárním vzdělání. V roce 1890 proto odcestoval do Vratislavi, kde začal na tamější univerzitě studovat filosofii.
Část studií absolvoval v Berlíně. Tam se později seznámil i se svou budoucí ženou Ráchel, s níž po svatbě v roce 1902 žil ve Vratislavi až do roku 1911. V tom období začala i jeho spisovatelská kariéra, v níž ho jeho žena podporovala i finančně. V roce 1911 se přestěhovali do Berlína.
Bin Gorion literárně tvořil ve třech jazycích: hebrejštině, jidiš a němčině. Zabýval se ideovými konflikty mezi moderními názory své doby a tradičním pohledem judaismu. Zkoumal židovské legendy, psal eseje týkající se judaismu a křesťanství, pořídil podrobné zápisy o životě ve štetlech své doby. Filosoficky ho ovlivňovaly především Schopenhauerovy a Nietzcheho názory.
Za jeho nejdůležitější literární počiny jsou považovány především tyto dva spisy:
- Die Sagen der Juden zur Bibel (Židovské biblické legendy) – kniha obsahuje doplňující informace z rabínské literatury, jež se vztahují k tomu, o čem se Bible sice zmiňuje, ale co příliš neosvětluje a nerozvádí.
- Der Born Judas (Z pramene Judy) – sbírka nejrůznějších lidových bájí, pověstí a vyprávění, jež se obsahu Bible dotýkají jen nepřímo.